# پشت‌تنگ علیا (هلیلان)
پشت‌تنگ علیا، روستایی در دهستان گوران بخش مرکزی شهرستان هلیلان در استان ایلام ایران است.

## جمعیت
بر پایه سرشماری عمومی نفوس و مسکن در سال ۱۳۹۵، جمعیت این روستا برابر با ۳۶۸ نفر (۹۰ خانوار) بوده‌است.